# Factorbeleggen
Bij factorbeleggen wordt een beleggingsportefeuille samengesteld op basis van specifieke karakteristieken. De karakteristieken zijn divers, maar enkele veelgebruikte zijn: momentum, waarde, kleinere ondernemingen, kwaliteit en volatiliteit. Deze kenmerken hebben op lange termijn bewezen het beter te doen dan de aandelenmarkt in het algemeen.

## Empirisch bewijs
Bij het factorbeleggen wordt gekeken naar bepaalde karakteristieken, los van de landen of regio’s en sectoren, die in de theorie hebben bewezen extra waarde te genereren boven een traditioneel samengestelde portefeuille. Het doel is een portefeuille samen te stellen die een betere risico-rendementsverhouding heeft dan een conventionele portefeuille.
Bij een conventionele aandelenportefeuille wordt een beperking opgelegd naar een bepaalde geografische regio of naar bedrijfssectoren. De weging van de aandelen in de portefeuille wordt vaak gespiegeld aan een aandelenindex waarbij de gewichten zijn bepaald door de marktkapitalisatie.

## Gebruikte factoren
Factoren die veelvuldig worden gebruikt bij aandelen zijn:
MomentumAandelen die in het recente verleden goed hebben gepresteerd, doen het vaak ook in de periode daarna beter dan andere aandelen. Dit geldt ook voor aandelen die het slechter hebben gedaan en deze zullen dit ook vaak in de toekomst het slecht blijven doen. Informatie wordt door beleggers over een langere periode in de koersen verwerkt waardoor dit effect optreedt.
WaardeDeze factor zorgt ervoor dat vooral aandelen worden geselecteerd die een lage waardering hebben in termen van koers-winstverhouding of koers-boekwaarde. Deze aandelen worden gezien als ondergewaardeerd.
Omvang (size)Ondernemingen met een lage marktkapitalisatie laten vaak een sterker koersverloop zien dan grote beursgenoteerde bedrijven.
KwaliteitDeze factor is moeilijker te meten en diverse elementen worden hiervoor gebruikt. Elementen die vaak voorkomen zijn de kwaliteit, hoogte, samenstelling en stabiliteit, van de winst van een bedrijf, de operationele kwaliteit van de onderneming of de kwaliteit van het management.
VolatiliteitHier worden aandelen geselecteerd van bedrijven met een lage volatiliteit. Volgens onderzoek is gebleken dan aandelen met een laag risico niet achterblijven bij de markt.
Voor obligaties worden gebruikt:
LooptijdObligaties met een lange looptijd hebben een hoger rendement dan kortlopende obligaties.
CreditEen portefeuille met obligaties met een lage rating resulteert in een hoger resultaat dan een vergelijkbare portefeuille met schuldpapier met een hoge rating.
Een combinatie van deze factoren bij het samenstellen van een portefeuille is ook mogelijk.

## Belegd vermogen
In 2005 werd door Research Affiliates de eerste alternatieve index volgens dit principe opgezet. Per juni 2015, waren er 844 smart beta Exchange-traded fund's, met een beheerd vermogen van bijna 500 miljard dollar. Het aandeel van Europese fondsen is een bescheiden 30 miljard en in de Verenigde Staten wordt het meest geld in deze vorm van beleggen belegd.

## Trivia
Factorbeleggen staat ook bekend onder de termen smart beta of evidence based investing.